# Dinamarca en los Juegos Olímpicos de la Juventud 2018
Dinamarca compitió en los Juegos Olímpicos de la Juventud 2018 en Buenos Aires, Argentina desde el 6 de octubre al 18 de octubre de 2018.

## Medallas
|       | Medalla de oro | Medalla de plata | Medalla de bronce | Total |
| ----- | -------------- | ---------------- | ----------------- | ----- |
| TOTAL | 2              | 1                | 1                 | 4     |

## Medallistas
El equipo olímpico danés obtuvo las siguientes medallas:
| Nombre                            | Deporte  | Competición          |
| --------------------------------- | -------- | -------------------- |
| Oro                               |          |                      |
| Stephanie Laura Scurrah Grundsoee | Tiro     | Rifle de Aire 10 m F |
| Sofie Heby Pedersen Mie Saabye    | Ciclismo | Prueba Combinada F   |
| Plata                             |          |                      |
| Sif Bendix Madsen                 | Triatlón | Individual M         |
| Bronce                            |          |                      |
| Jonas Winterberg-Poulsen          | Esgrima  | Florete Individual M |

- Datos: Q48609743
- Multimedia: Denmark at the 2018 Summer Youth Olympics / Q48609743